# Oberwiese (Waltrop)
Oberwiese ist eine von sieben Bauerschaften der Stadt Waltrop im Kreis Recklinghausen. Oberwiese liegt nordwestlich der Kernstadt, angrenzend an der Stadt Datteln (Nordwesten) und Castrop-Rauxel (Südwesten). Nordöstlich liegt die Waltroper Bauerschaft Holthausen und südöstlich die Bauerschaft Leveringhausen.

## Bevölkerung
Am 31. Januar 2014 wurde eine Bevölkerung von 679 Menschen festgestellt.

## Sehenswürdigkeiten

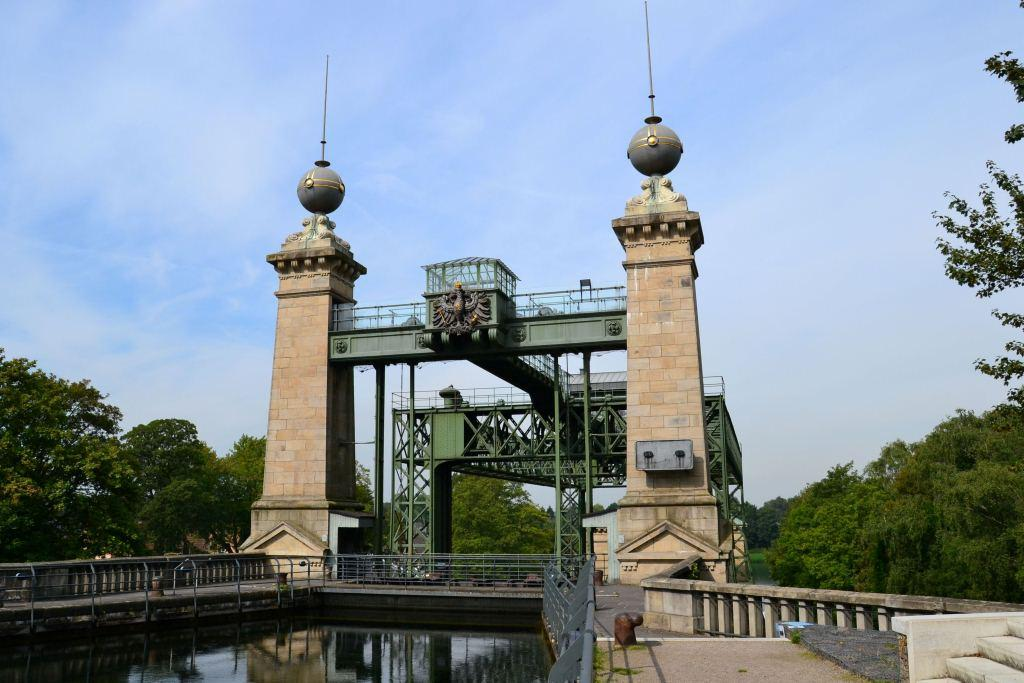
Altes Schiffshebewerk (Ansicht von Osten)

Das Schiffshebewerk Henrichenburg liegt in der Bauernschaft Oberweise. Dazugehörend liegt hier auch der Schleusenpark Waltrop.

## Bildung
In der Bauerschaft liegt die Schule Oberwiese, welche eine Schule für Lernbehinderungen und geistige Behinderungen darstellt.

## Verkehrsanbindung
Die Buslinie 231 der Vestischen Straßenbahnen durchquert diese Bauerschaft.
| Linie | Verlauf | Takt (Mo–Fr) |
| ----- | --- | ------------ |
| 231   | Recklinghausen Hbf – Nordviertel – Ostviertel Lange Wanne – Alt Oer – Oer-Mitte – Maritimo – Klein-Erkenschwick – Oer-Erkenschwick Berliner Platz – Gewerbegebiet Rapen – Horneburg – Meckinghoven – Datteln Bf – Waltrop Hebewerk – Oberwiese – Waltrop Rathaus – Am Moselbach | 30 min       |

## Schiffsverkehr
Der Dortmund-Ems-Kanal und der Rhein-Herne-Kanal verlaufen durch Oberwiese.

## Vereine
Der Bürger- und Schützenverein Oberwiese e. V. richtet alle zwei Jahre ein Schützenfest aus. Der Fußballverein FC Spvgg Oberwiese 01 e. V. spielt aktuell in der Kreisliga B Recklinghausen.

## Besonderheiten
Ein Teil der Provinzialstraße gehört halbseitig zu Waltrop, die andere Hälfte befindet sich auf Dattelner Stadtgebiet. Das zu Waltrop gehörende Straßenstück umfasst die Häuser auf der südlichen Seite der Straße. Am Ortseingang in Richtung Recklinghausen befinden sich zwei Ortsschilder. Das in Fahrtrichtung linke weist auf Waltrop, das rechte auf Datteln.